# Bodleian Library
Bodleian Library, som er University of Oxfords hovedbibliotek, er et af Europas ældste universitetsbiblioteker og er det næststørste efter British Library. Biblioteket kan dateres til 1300-tallet e.Kr.. Efter reformationen blev det lukket en rum tid og åbnede på ny efter en donation af sir Thomas Bodley.